# Maskownica (motoryzacja)

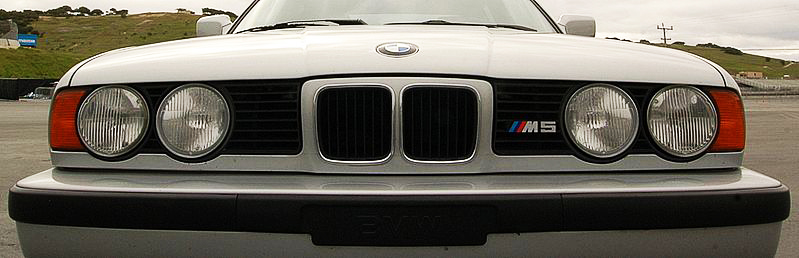
Charakterystyczna maskownica BMW w modelu M5 E34 tzw. "nerki"

Maskownica (potocznie atrapa lub grill) – element nadwozia samochodu, który osłania i chroni znajdującą się za nim chłodnicę przed uszkodzeniami mechanicznymi, a także pełni funkcję estetyczną i ozdobną. Często pojazdy tej samej marki mają wspólną formę maskownicy (np. Alfa Romeo, BMW, Bugatti, Rolls-Royce (motoryzacja), Saab Automobile AB, Jeep, Maserati, Volvo, Lancia), jako jeden z elementów wyróżniających daną markę, przy czym forma ta zmienia się w czasie.
Pierwsze samochody miały odsłoniętą chłodnicę, którą następnie schowano i zastąpiono jej atrapą w formie ozdobnej kratki, zapewniającej przepływ powietrza do chłodnicy. W późniejszych konstrukcjach przybierała różne formy, zależne od panującej mody samochodowej i indywidualnej stylistyki pojazdu (np. maskownice Forda w stylu "New Edge Design" na obecny "Kinetic Design"). Maskownice są obecnie zazwyczaj wykonane z plastiku lub lekkich stopów metali.

## Przykłady
Wybrane przykłady maskownic:

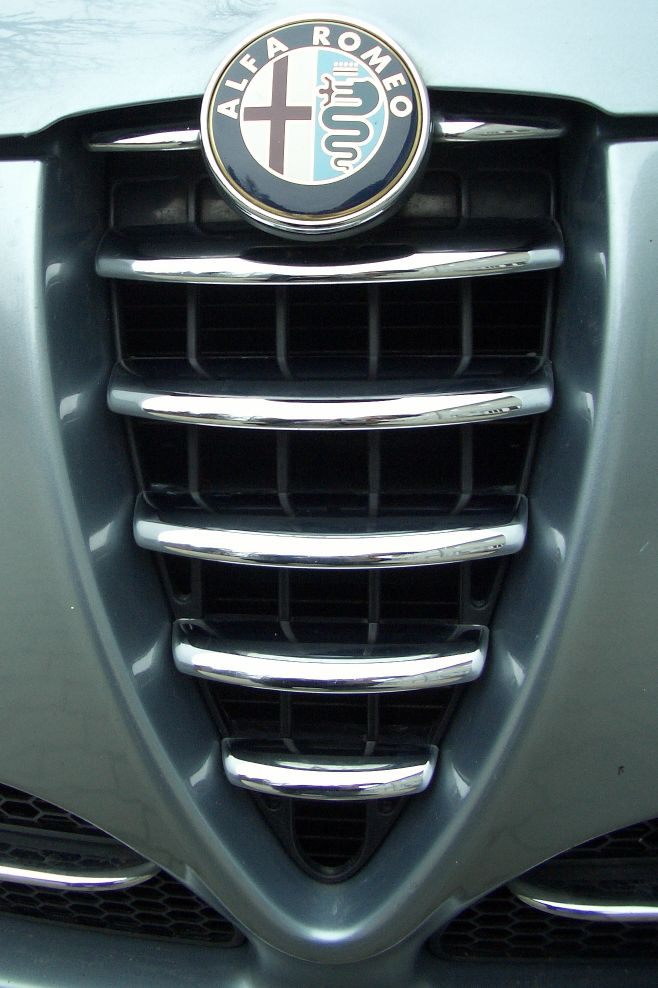
Alfa Romeo model 147
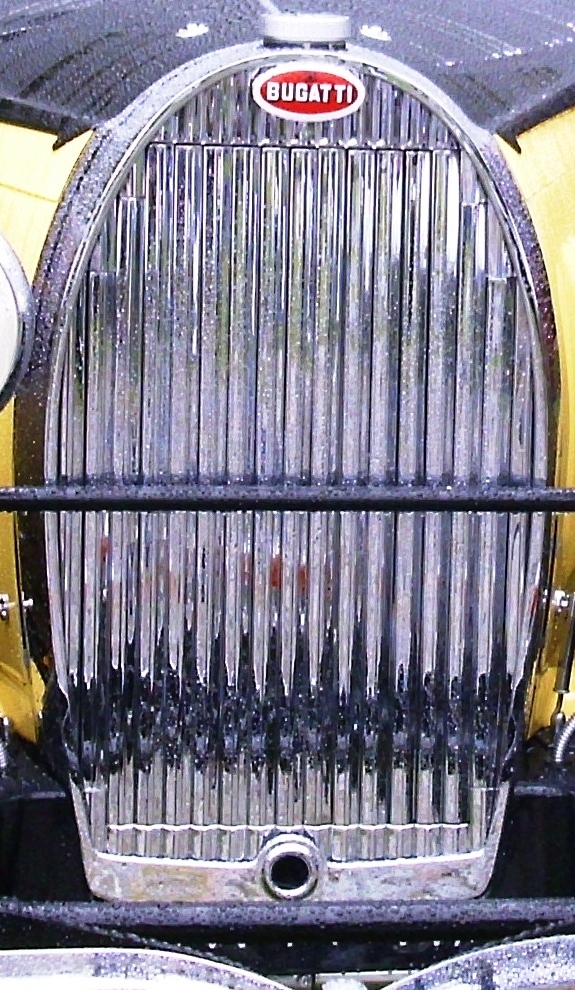
Bugatti model  Type 57
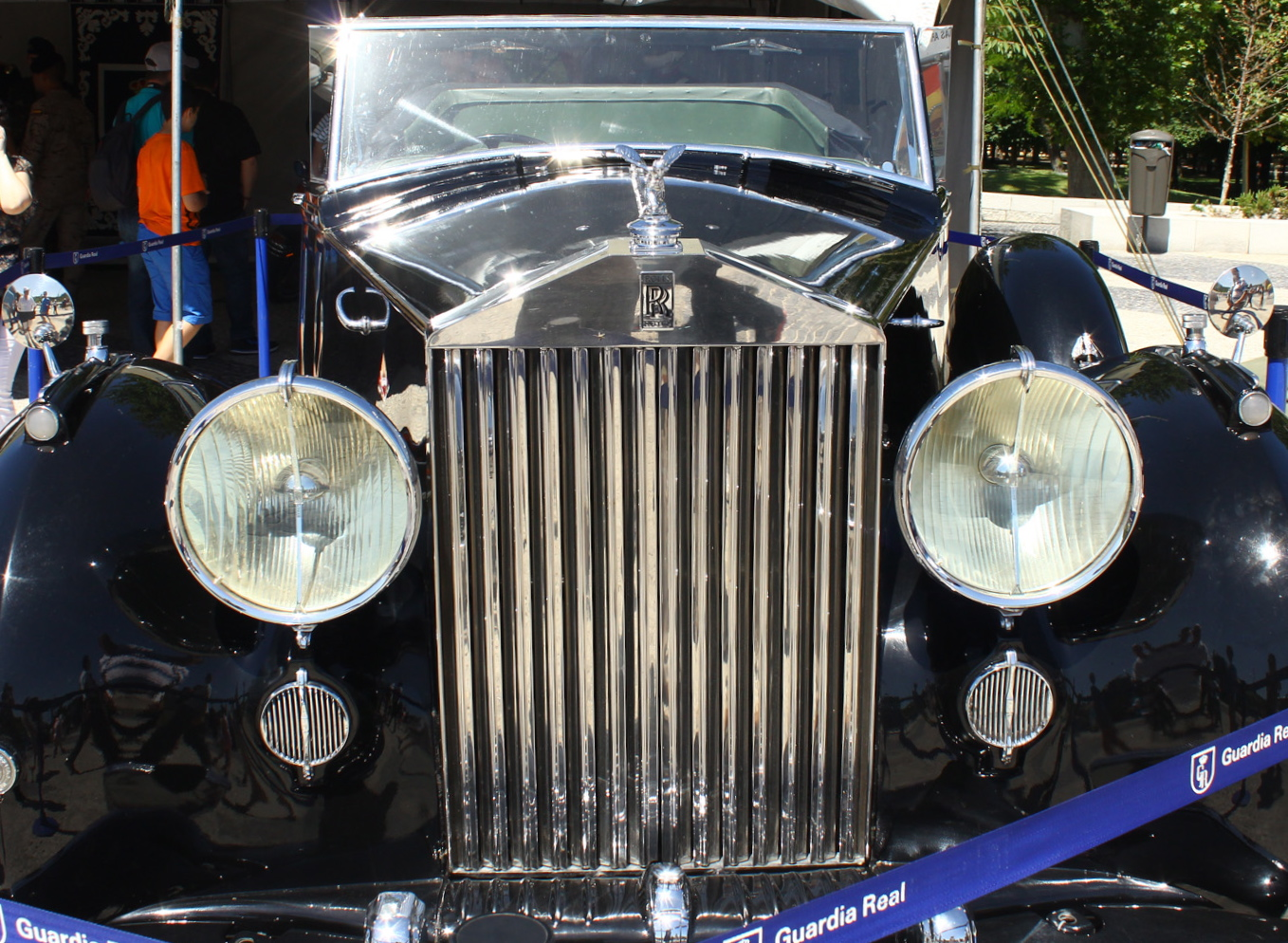
Rolls-Royce model Phantom IV
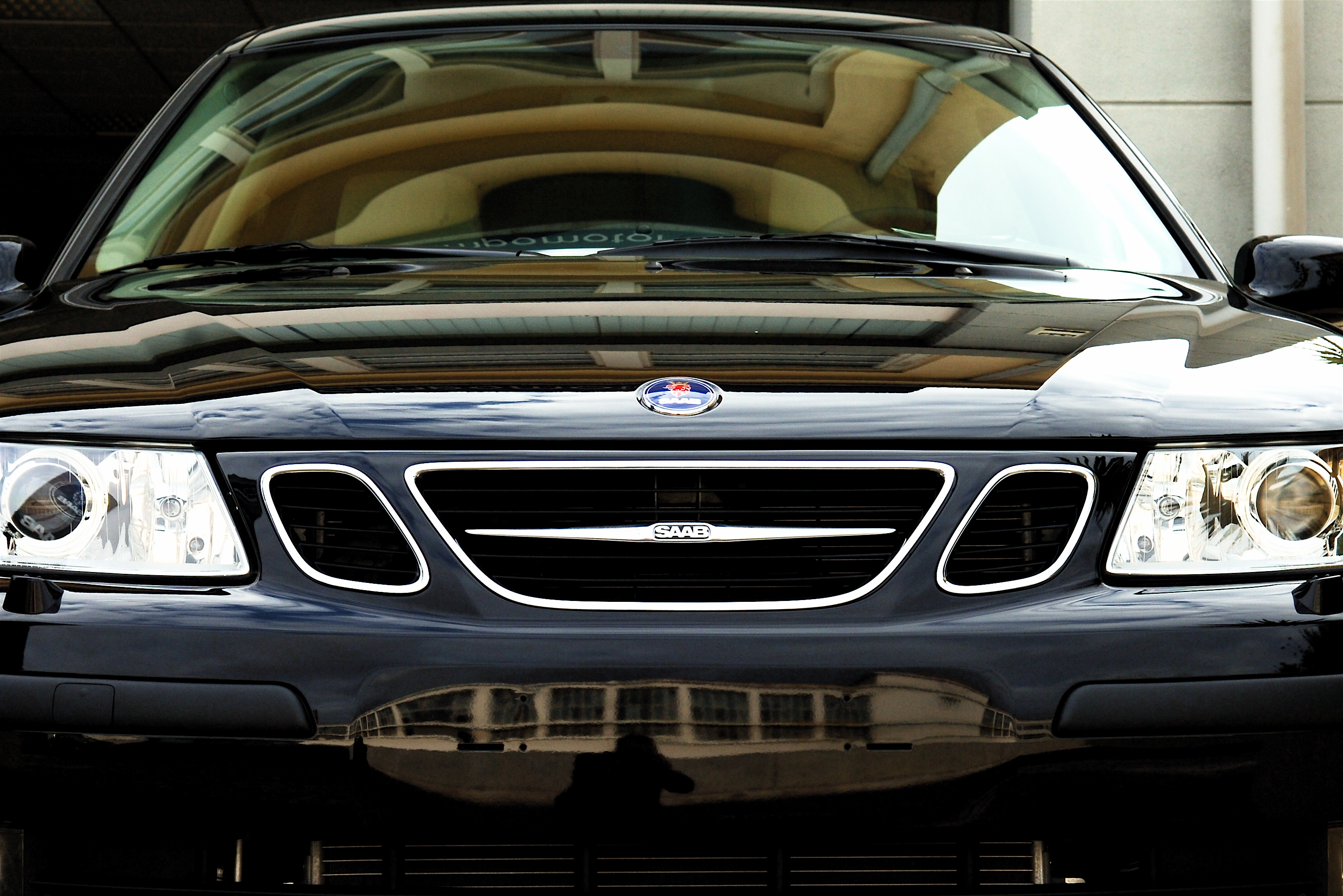
Saab model 9-5
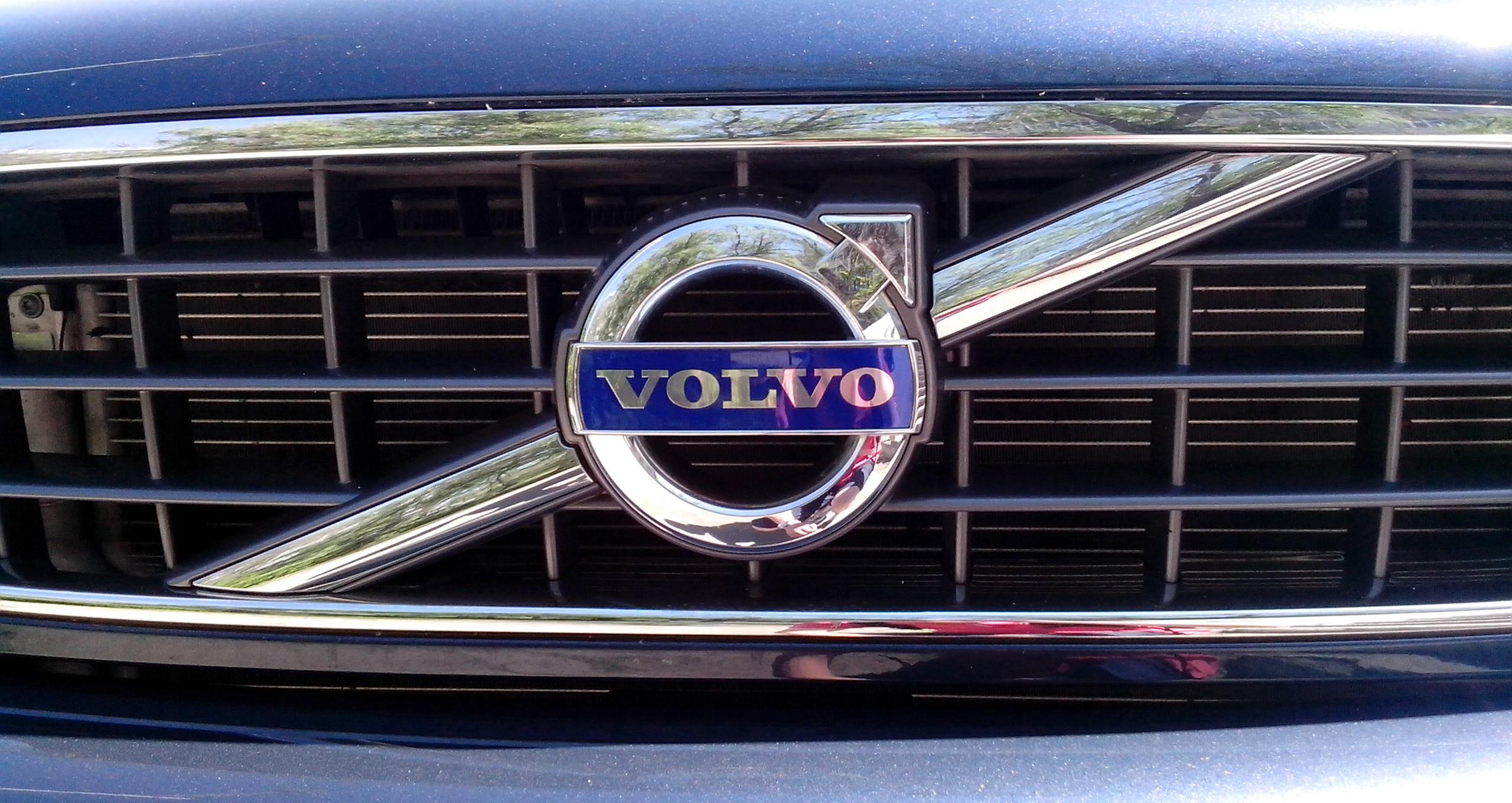
Volvo model XC90
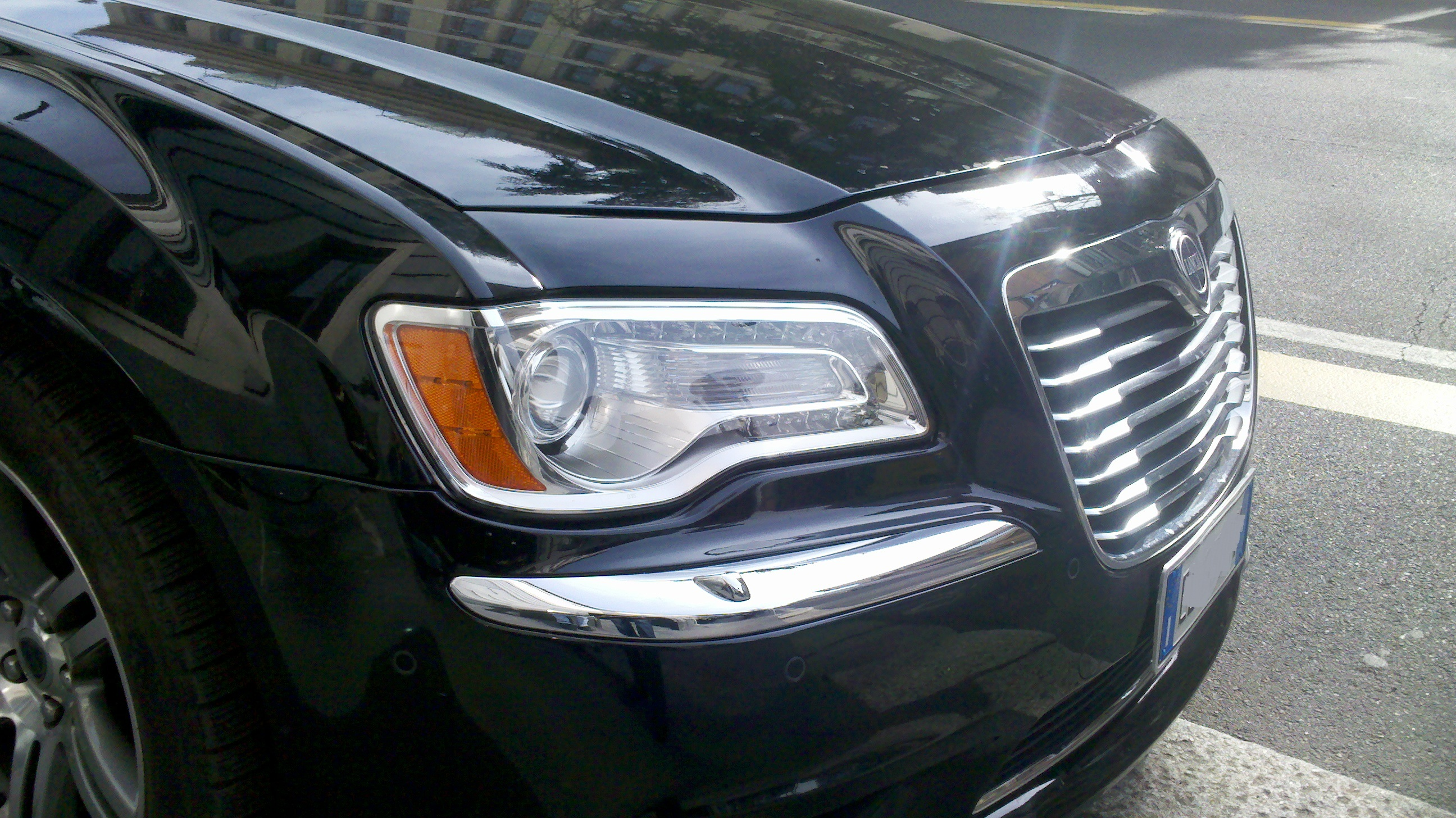
Lancia Thema (2011)

## Źródła
- Hans-Hermann Braess, Ulrich Seiffert: Vieweg Handbuch Kraftfahrzeugtechnik. 2. Auflage, Friedrich Vieweg & Sohn Verlagsgesellschaft, Braunschweig/Wiesbaden 2001, ISBN 3-528-13114-4 (niem.)